# Pine Lake (Georgia)
Pine Lake es una ciudad ubicada en el condado de DeKalb en el estado estadounidense de Georgia. En el año 2000 tenía una población de 1.242 habitantes.

## Geografía
Pine Lake se encuentra ubicada en las coordenadas 33°47′29″N 84°12′23″O / 33.79139, -84.20639 (33.791505, -84.206428).
Según la Oficina del Censo, la localidad tiene un área total de 0,5 km² (0,2 mi²), de la cual 0,5 km² (0,2 mi²) es tierra y 0 km² (0 mi²) (0.00%) es agua.

## Demografía
Según la Oficina del Censo en 2000 los ingresos medios por hogar en la localidad eran de $41,029, y los ingresos medios por familia eran $35,313. Los hombres tenían unos ingresos medios de $31,250 frente a los $28,295 para las mujeres. La renta per cápita para la localidad era de $21,529. 